# Chloridops wahi
Il beccogrosso wahi o frosone wahi (Chloridops wahi James & Olson, 1991) è un uccello passeriforme estinto della famiglia Fringillidae.

## Descrizione
Secondo quanto desumibile dai resti finora rinvenuti, questi uccelli dovevano raggiungere in vita i 23 cm di lunghezza: pur essendo chiaramente identificabile come appartenente al suo genere, in virtù della grossa testa con becco robusto, rispetto alle altre due specie di frosone hawaiiano il frosone wahi possedeva becco più debole.

## Biologia
Molto probabilmente, come è stato osservato nell'affine frosone di Kona, questi uccelli vivevano da soli o in piccoli gruppi familiari, e passavano la maggior parte del loro tempo a cercare di aver ragione dei coriacei frutti e semi di cui si componeva la loro dieta.

## Distribuzione e habitat
I resti di questi uccelli sono stati rinvenuti sulle isole hawaiiane di Kauai, Oahu e Maui: il frosone wahi era molto probabilmente un abitatore delle aree di foresta secca.

## Estinzione
I frosoni wahi erano già scomparsi da tempo all'arrivo degli europei alle Hawaii: in realtà, le esatte cause dell'estinzione di questi uccelli non sono ancora state chiarite del tutto e forse sono slegate dall'uomo, potendo risalire ai cambi climatici della transizione Pleistocene-Olocene, ambedue eventi che hanno decretato la scomparsa anche di altre specie di drepanidini dalle isole.